# 田尾和俊
田尾 和俊（たお かずとし、1956年〈昭和31年〉1月20日 - ）は、日本の元編集者で、実業家、メディア研究者（四国学院大学教授）。ホットカプセルの元社長で、株式会社タウン情報全国ネットワーク取締役副社長。吉本興業所属（マネジメント契約）。

## 来歴
香川県三豊郡詫間町（現：三豊市）出身。
香川県立観音寺第一高等学校を経て、1978年に関西学院大学経済学部を卒業した。同大学時代にスポニチ編集部でアルバイトを経験。同年、高松市に本拠を置く、広告代理店のセーラー広告に入社した。代理店業務の勤務を経て、同社のタウン誌発刊部門として発足したホットカプセルに出向する。
1982年にタウン情報誌の『月刊タウン情報かがわ』初代編集長に就任した。編集長時代は様々な企画を立案・実行する（詳細後述）。
1995年に株式会社ホットカプセルの代表取締役社長に就任したが、2002年に退社して同社顧問となる（翌年退任）。
1999年から2009年3月まで、瀬戸内海放送の「KSBスーパーJチャンネル」に週一回、金曜日のコメンテーターとして出演した。
2002年4月より四国学院大学教授となる。四国学院大学では「情報加工学」を専門分野として、主に観光とメディアの研究・講義をおこなう。学内では2006年にカルチュラルマネジメント学科の雑誌編集ゼミ「インタレストプロダクション」を主宰し、ゼミを編集部としてフリーマガジン『インタレスト』を発刊、製作総指揮を担当した。
2004年 - 2005年度には、香川県庁の広報誌『THEかがわ』で「小さな満足の風景」「続・小さな満足の風景とか」を連載した。
2006年4月に、四国運輸局『四国観光殿堂』の対象者となった。
2006年8月公開の映画『UDON』ではアドバイザーを担当するとともに、自身も映画にもエキストラとして出演した。公開に先立ち、5月より、エフエム香川で映画のPRを兼ねた『麺通団のUDON RADIOうどラヂ!』を、麺通団のメンバーとともに担当した（8月に終了）。終了後の10月7日より『続・麺通団のうどラヂ!』がスタートしている。この番組はポッドキャスト配信や、2本のDVD化もなされた。2007年にリリースされたビデオグラムでは、監督の本広克行らとともにコメンタリー（副音声）を担当している。

## ホットカプセル時代の主な活動
讃岐うどんに関する『恐るべきさぬきうどん』シリーズの著者であり、1989年よりうどん店探訪記「ゲリラうどん通ごっこ」（略称「ゲリ通」）の連載をはじめる。高松市の「中北うどん」を訪れた時の感動から「針の穴場」を見つけることに時間を費やすようになり、今では全国的に有名になった「山越」「なかむら」などのディープなうどん店を次々と誌面で紹介する。
この時代にタウン誌における編集の基本と呼ばれていた投稿読者と編集者の言葉のやり取りの方法論である2WAYコミュニケーションの理論をさらに発展させ、投稿読者・編集者の他に投稿していない読者（潜在的読者）を巻き込んだ3WAYコミュニケーションの理論を確立させた。これは現在に至るまで田尾のマスコミ論の基礎となった。
『月刊タウン情報かがわ』主催のイベントでは、企画のみならず、司会進行を自ら務めた。連載「笑いの文化人講座」は、タウン情報誌発刊から退社まで一貫して執筆している。
同コーナーから派生した西日本放送のラジオ番組「そんなわけ・ね〜だろ!」は、若年層聴取率で「オールナイトニッポン」等、全国ネットで放送されていた人気番組を押さえて1位となった。また、当時発行されていた雑誌「ラジオパラダイス」（三才ブックス）で行われていた「DJ・パーソナリティー人気投票」でも上位にランクインしたことがある。

## 人物
「讃岐うどんで遊ぶ人」を自称している。自著によると、不味いうどん屋を批判するなどということはまずないとしている。自らが立ち上げた麺通団では「団長」と呼ばれている。
「イワシの大群」に関して、かなりこだわりがある。
ジェームズ・ボンドと阪神タイガースのファンである。

## 作品リスト
- 『恐るべきさぬきうどん』（麺通団名義）
B6版はホットカプセルから初版発行。
文庫版は新潮OH!文庫から発刊。
- 『超麺通団―団長田尾和俊と12人の麺徒たち』西日本出版社、2002年11月 ISBN 4-901908-01-4
- 『超麺通団2 ～団長の事件簿～「うどんの人」の巻』西日本出版社、2004年12月 ISBN 4-901908-06-5
- 『超麺通団3 麺通団のさぬきうどんのめぐり方』西日本出版社、2006年8月 ISBN 4-901908-23-5
- 『超麺通団4 麺通団の最新讃岐うどんの巡り方&讃岐うどんの基礎知識』西日本出版社、2010年4月 ISBN 4-90-19085-7-X
- 『超麺通団　讃岐うどんめぐり指南の書』西日本出版社、2011年12月 ISBN 4-90-19086-6-9
- 『超麺通団2　ゲリラうどん通ごっこ軍団始まりの書』西日本出版社、2011年12月 ISBN 4-90-19086-7-7
- 『怒れるおっさん会議 inひみつ基地』（勝谷誠彦との共著）西日本出版社、2013年6月 ISBN 4-90-19087-2-3
- 『笑いの文化人講座』（全25巻）ホットカプセル
1巻 - 3巻の復刻版が再販された。

## 現在の出演番組

### ラジオ
- 続・麺通団のUDON RADIO うどラヂ!(FM香川)

## 過去の出演番組

### テレビ
- サタデー9（西日本放送）
- LIBERTY CLICK! 笑いの文化人講座（西日本放送）
- なんしょんな!!香川 TVキャビネット（瀬戸内海放送）
- KSBスーパーJチャンネル（瀬戸内海放送）
- 麺通団の週刊うどんランキング(瀬戸内海放送)
- 田尾和俊の讃岐うどんワールド(山陽放送)
- VOICE21（山陽放送）
- 王様のブランチ（TBS）※旅コーナーで香川を特集した際に西讃地域のうどん屋を案内した。

### ラジオ
- そんなわけ・ね〜だろ!（西日本放送）[1]
- 勇気が出るラジオ ワイド!まっぴるマン（西日本放送）
- キリンクラシックラガー 田尾和俊のねーだろラジオ復刻版（西日本放送）
- どよーしょっと しょっと倶楽部（西日本放送）
- お馬のけいこ（西日本放送）
- あの歌に逢いたい（西日本放送）
- 情報てんこもりラジオでDON (西日本放送)
- そこまで言うなら、5分だけ（FM香川）
- TJ-CALL（FM香川）
- 学生街の午後（FM香川）
- 麺通団のUDON RADIO うどラヂ!(FM香川)
- 勝谷誠彦×田尾和俊『怒れるおっさんラジオ』(FM香川)
- Morning Wave　インタレスト・ランダム(FM81.5)

## 受賞
出典は四国学院大学ウェブサイト。
- 1999年　高松市『文化奨励賞』
- 2003年　香川県『かがわ21世紀大賞』
- 2007年　四国新聞『四国新聞文化賞』